# Astarte (geslacht)
Astarte is een geslacht van tweekleppige weekdieren, dat fossiel bekend is vanaf het Krijt. Tegenwoordig bestaan er nog diverse soorten van dit geslacht.

## Beschrijving
Deze tweekleppige heeft een schelp met bijna gelijke, ovale tot driekantige kleppen. Het schelpoppervlak is glad, met uitzondering van ingesneden groeistrepen, die concentrische ribben vormen. Het dikke slot in de rechterklep bestaat uit drie kardinale tanden en de linkerklep uit twee. De schelp heeft een duidelijke spits. De lengte van de schelp bedraagt circa twee centimeter.

## Leefwijze
Dit geslacht bewoont aanzienlijke diepten in arctische wateren, alwaar het zich ingraaft in modder, zand en grind.

## Soorten
- A. adkinsi †  Stoyanow 1949
- A. altissima †  Cox 1935
- A. arctica  Gray 1824 +
- A. biplicata †  Stefanini 1939
- A. borealis  Chemnitz 1784
- A. brumpti †  Basse 1930
- A. calvertensis †  Glenn 1904
- A. castanea  Say 1822
- A. castrana †  Glenn 1904
- A. claytonrayi †  Ward 1992
- A. cobhamensis †  Ward 1992
- A. compressa  Montague 1808
- A. coxi †  Jaboli 1959
- A. crebricostata  Forbes 1847
- A. crebrilirata †  Woods 1850

- A. crenata  Gray 1824
- A. cuneiformis †  Conrad 1840
- A. dancalensis †  Diaz-Romero 1931
- A. digitaria  Linnaeus 1767
- A. distans †  Conrad 1862
- A. elliptica  Brown 1827
- A. excurrens †  Woods 1850
- A. gracilis †  Golfuss 1837
- A. heriensis †  Fischer 1969
- A. huralensis †  Stefanini 1939
- A. ignekensis †  Imlay 1961
- A. incerta †  Woods 1850
- A. incrassata †  Brocchi 1814
- A. marylandica †  Clark 1895
- A. menthifontis †  Dockery 1982

- A. montagui  Dillwyn 1817
- A. morgani †  Techmann 1923
- A. mundorffi †  Richards and Harbison 1947
- A. mutabilis †  Wood 1840
- A. obovata †  Sowerby 1822
- A. obruta †  Conrad 1834
- A. onslowensis †  Kellum 1926
- A. oolitharum †  Cossmann 1925
- A. parva †  Wood 1840
- A. parvula †  Wood 1840
- A. perplana †  Conrad 1840
- A. planilamella †  Dockery 1982
- A. portana †  McLearn 1945
- A. pygmaea † Goldfuss 1837
- A. rappahannockensis †  Gardner 1943

- A. saemanni †  de Loriol 1936
- A. sergipensis †  Maury 1936
- A. spitiensis †  Stoliczka 1866
- A. squamula †  d'Archiac 1843
- A. stefanini †  Basse 1930
- A. sulcata †  Da Costa 1778
- A. symmetrica †  Conrad 1834
- A. thisphila †  Glenn 1904
- A. thomasii †  Conrad 1855
- A. thompsonii †  Damon 1860
- A. triangularis †  Montague 1803
- A. triangulata †  Meyer 1886
- A. undata  Gould 1841
- A. wiltoni †  Morris and Lycett 1855